# Žulový pegmatit
Žulový pegmatit nebo granitový pegmatit je velmi hrubozrnná světlá magmatická hornina, která vznikla z žulového magmatu.
Pegmatit je obecné pojmenování vyvřelých hornin s hrubě krystalickou texturou, které vznikají krystalizací zbytkového magmatu, obohaceného o plyny, které způsobují vývoj hrubě krystalické textury s krystaly velkými až desítky centimetrů. Většina pegmatitových těles má žulové složení, pouze některé alkalické pegmatity jsou vázány na nefelinický syenit.
Termín odvodil René Just Haüy v roce 1813 (resp. 1822) z řeckého slova pegma – rámec, soustava. Tímto termínem původně označoval tzv. „písmenkové granity“.

## Složení
Pegmatity tvoří žíly s obsahem velkých krystalů živce, křemene, slíd a vzácných kamenů, například akvamarínu, smaragdu, safíru, atd. Mají často zonální stavbu, přičemž směrem dovnitř se zvýrazňuje hrubozrnný charakter a často narůstá pestrost minerálního složení. Vnitřní části pegmatitové zóny mohou prorážet směrem do starších, vnějších vrstev. Jádro zonální stavby tvoří masivní křemen. Střední zónu tvoří velké minerály skupiny živců, nejčastěji mikroklin. Okrajová zóna, tzv. písmenková, je tvořena hrubozrnným křemenem, živci, slídami, turmalínem a jinými minerály. Hraniční pegmatitová zóna je tvořena aplitem, horninou podobného složení, ale s rozdílnou texturou. Tato vrstva obsahuje hlavně křemen a albit, obvykle je silná pouze několik centimetrů.

## Vznik
Pegmatity mohou vznikat několika způsoby. Nejčastější způsob vzniku souvisí s tuhnutím velkých magmatických těles, při němž dochází k oddělení taveniny bohatší na těkavé složky.. Jejich přítomnost navíc zvyšuje mobilitu taveniny a umožňuje jí pronikat do trhlin, kde tvoří výplň v podobě žil. Pokud je systém, ve kterém pegmatit krystalizuje, uzavřený vznikají pegmatity čisté linie. Pokud je otevřený, dochází k výměnným reakcím s okolím, kdy mohou vznikat hybridní a desilicifikované pegmatity. Při krystalizaci, která následuje po injekci taveniny do okolního chladnějšího horninového prostředí dochází k jejímu podchlazení. Při tom vzniká v důsledku jejího specifického složení krystalizační fronta, což má za následek, že nové minerály nenukleují a částice se nabalují na již existující nukleony. To má za následek vznik menšího počtu velmi dobře vyvinutých velkých krytalů.
V minulosti se uvažovalo, že by pegmatity mohly vznikat v důsledku metasomatické proměny, která následovala po magmatických procesech, případně i extrémní metamorfózou. Dnes jsou tyto hypotézy zavrženy.[zdroj?]

## Využití

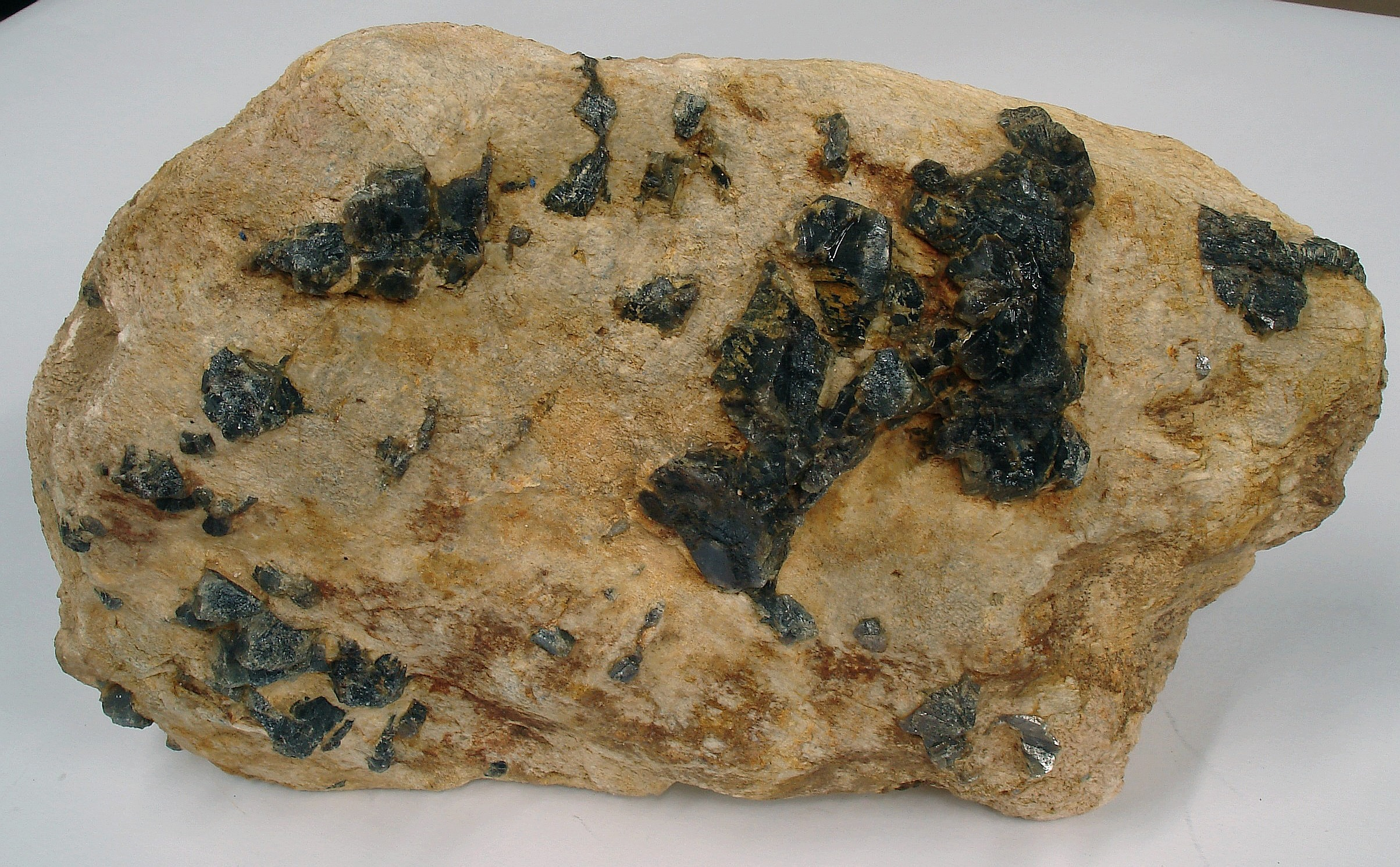
Krystaly modrého korundu v živcovém pegmatitu, Rio de Janeiro, Brazílie

Pegmatity jsou produktem magmatické diferenciace, je v nich proto zvýšená koncentrace některých těkavých složek. Mohou být využívány jako zdroj křemičitých látek pro výrobu keramiky a skla, pro své dobře vyvinuté, velké a čisté krystaly živce a křemene. Ale v případě vhodného složení mohou sloužit jako zdroj vzácných prvků uranu, thoria, niobu, tantalu (v tantalitu a kolumbitu), lithia (v lithných slídách), beryllia (v berylu), zirkonu, lanthanoidů (v monazitech, apatitech, ortitu), wolframu a molybdenu (ve wolframitu a molybdenitu), či jiných vzácných kovů. Někdy se z nich těží polodrahokamy jako turmalín, beryl, topaz či korund. Pegmatity mohou být i ložisky andalusitu, grafitu a dalších nerud. 

## Výskyt
Žulové pegmatity se vážou na blízké granitoidní intruze. Tvoří komplikovaná horninová tělesa, jejichž vyhledávání je poměrně složité. Často představují žíly, které vznikly ve starších granitických horninách při jejich tuhnutí a zmenšování objemu.

### Lokality
V České republice se vyskytují na Domažlicku v okolí obcí Otov, Meclov, Poběžovice, ale i v okolí měst Písek a Velké Meziříčí.
Na Slovensku se vyskytují pegmatitové žíly často v krystaliniku jádrových pohoří a gemerském pásmu, jde však o jednoduché pegmatity, které nejsou průmyslově významné a v důsledku svého nevhodného složení nemají zvláštní využití.
Typické jsou z Malých Karpat, Ďumbierských a Vysokých Tater, pohoří Žiar a Slovenského rudohoří.
Ze světových lokalit jsou významné Minas Gerais v Brazílii, ložisko Tanco v Kanadě. Dalšími jsou ložiska na jižním Urale, v Karélii, Norsku a Švédsku. Známý je také uranonosný pegmatit z ložiska těženého dolem Rössing v Namibii.

## Historie výzkumu
Pegmatity pojmenoval René Just Haüy v roce 1813. Široce studovány jsou od 19. století. Věnovali jim velkou pozornost známí geologové jako např. Antoine Lacroix nebo A. J. Fersman. Genetické typy definoval koncem 60. let 20. století Wayne Burnham. Teorie Burnhama však má řadu nedostatků, v současnosti je nejuznávanější tzv. Londonův model, ani ten však neřeší bez výhrad všechny problémy. Moderní klasifikaci pegmatitů zavedl profesor University of Manitoba Petr Černý, v současnosti se používá revidovaná verze z roku 2005.